# Harmandir Sahib
Harmandir Sahib (Punjabi: ਹਰਿਮੰਦਰ ਸਾਹਿਬ) hay Darbar Sahib (Punjabi: ਦਰਬਾਰ ਸਾਹਿਬ), hay còn gọi là Đền Vàng, là đền thiêng liêng nhất của đạo Sikh. Nằm ở thành phố Amritsar do Giáo trưởng Ram Das (Guru Ram Das)thành lập-vị giáo trưởng thứ tư của đạo Sikh, và người ta còn gọi thành phố là "Guru di Nagri" có nghĩa là 'Thành phố của các giáo trưởng Skih'.
Đền thờ khởi công xây dựng	vào tháng 12 năm 1585 và hoàn thành	vào tháng 8 năm 1604.